# Dalbergia mimosella
Dalbergia mimosella är en ärtväxtart som först beskrevs av Francisco Manuel Blanco, och fick sitt nu gällande namn av David Prain. Dalbergia mimosella ingår i släktet Dalbergia, och familjen ärtväxter. Inga underarter finns listade i Catalogue of Life.